# الغزو القرمطي للعراق
كان غزو القرامطة للعراق عبارة عن غارة واسعة النطاق شنها قرامطة البحرين ضد حاضرة الخلافة العباسية في العراق، والتي بدأت في خريف عام 927 واستمرت حتى صيف عام 928.
وكان الغزو تتويجًا لسلسلة من الغارات المدمرة على قوافل الحج، ونهب البصرة والكوفة، خلال السنوات السابقة. وسط اضطراب سياسي عام في الحكومة العباسية، التي بدت عاجزة عن مواجهة القرامطة، أدت هذه الهجمات إلى تفاقم التوترات السياسية في بغداد، مما أدى إلى سقوط وإعدام الوزير ابن الفرات.
في أكتوبر / نوفمبر 927، قاد زعيم القرامطة أبو طاهر الجنابي قوة لا تزيد عن 2,300 رجل لغزو العراق. في ديسمبر، استولى القرامطة على الكوفة وهزموا الجيش الأكبر بكثير لأمير أذربيجان الذي يتمتع بحكم شبه ذاتي، يوسف بن أبي الساج، الذي تم أسره. ثم بدأ القرامطة بالتقدم شمالاً على طول نهر الفرات باتجاه بغداد، حيث اندلع ذعر واسع النطاق. تم تجميع جيش يضم أكثر من 40,000 رجل لمواجهة التهديد، لكن القادة العباسيين مؤنس المظفر وأبي الهيجاء الحمداني فضَّلوا تجنب القتال وبدلاً من ذلك عرقلة تقدم القرامطة عن طريق تدمير الجسور والقنوات القريبة من العاصمة العباسية. أدت الفيضانات الناتجة إلى توقف تقدم القرامطة في ضواحي المدينة في 7 يناير 928. ثم انسحب القرامطة مرة أخرى عبر نهر الفرات وساروا فوق النهر إلى بلاد ما بين النهرين العليا، ونهبوا المنطقة وحصلوا على فدية من مدنها. دون مقاومة، انسحب القرامطة إلى منازلهم في صيف عام 928. وقد أدى وجودهم إلى انتفاضات من قبل المتعاطفين، ما يسمى البقلية، في سواد العراق بالقرب من الكوفة، ولكن تم قمعها من قِبل السلطات العباسية. وانضم الناجون من هذه الانتفاضات إلى القرامطة في تراجعهم إلى البحرين.
في أعقاب الغزو، نهب القرامطة مكة في يناير 930 واستولوا على عمان في نفس العام، لكن الاضطرابات الداخلية أوقفت تقدمهم. تعرَّف أبو طاهر على شاب فارسي تم أسره في العراق يدعى أبي الفضل الأصفهاني وأعلن أنه المهدي، وقام بنقل السلطة إليه. لكن سلوكه غير المنتظم سرعان ما أوضح أنه لم يكن الشخصية الألفية التي توقعها القرامطة، فقُتل. أدى هذا الحدث إلى إحباط معنويات القرامطة، الذين سعوا بعد ذلك إلى إقامة علاقات سلمية مع العباسيين. ومع ذلك، أدى غزو 927–928 إلى تدهور الوضع المالي والسياسي بشدة في الخلافة العباسية، التي انحدرت إلى حلقة مفرغة من الانقلابات العسكرية والحرب الضروس بين أمراء الحرب، وبلغت ذروتها في عام 946 مع استيلاء الأسرة البويهية على العراق.